# آرون غراي
آرون غراي (بالإنجليزية: Aaron Gray)‏ مواليد 7 ديسمبر 1984 في لوس أنجلوس، كاليفورنيا، هو لاعب كرة سلة أمريكي معتزل بدأ مسيرته الاحترافية في سنة 2007 حيث تم اختياره من قبل فريق شيكاغو بولز خلال الدرافت لعب مع فريق ديترويت بيستونز في الرابطة الوطنية لكرة السلة. يبلغ طوله 7 قدم 0 بوصة (2.1 م). اعتزل اللعب في 2014.

## فرق لعب لها
- شيكاغو بولز
- نيو أورلينز بيليكانز
- تورونتو رابتورز
- سكرامنتو كينغز

## إحصائيات المسيرة

### الموسم الاعتيادي
| السنة   | الفريق               | لعب | بدأ | دقيقة | ميداني% | ثلاثية | حرة  | ارتداد | صنع | استلاب | تصدي | نقطة |
| ------- | -------------------- | --- | --- | ----- | ------- | ------ | ---- | ------ | --- | ------ | ---- | ---- |
| 2007–08 | شيكاغو بولز          | 61  | 1   | 10.0  | .505    | .000   | .566 | 2.8    | .7  | .3     | .3   | 4.3  |
| 2008–09 | شيكاغو بولز          | 56  | 18  | 12.8  | .485    | .000   | .576 | 3.9    | .8  | .3     | .3   | 3.5  |
| 2009–10 | شيكاغو بولز          | 8   | 0   | 6.3   | .381    | .000   | .286 | 2.0    | .3  | .0     | .0   | 2.3  |
| 2009–10 | نيو أورلينز بيليكانز | 24  | 0   | 10.9  | .557    | .000   | .857 | 3.8    | .8  | .4     | .5   | 3.6  |
| 2010–11 | نيو أورلينز بيليكانز | 41  | 6   | 13.0  | .566    | .000   | .500 | 4.2    | .4  | .3     | .3   | 3.1  |
| 2011–12 | تورونتو رابتورز      | 49  | 40  | 16.6  | .516    | .000   | .532 | 5.7    | .6  | .4     | .3   | 3.9  |
| 2012–13 | تورونتو رابتورز      | 42  | 16  | 12.2  | .533    | .000   | .523 | 3.2    | .8  | .2     | .1   | 2.8  |
| 2013–14 | تورونتو رابتورز      | 4   | 0   | 5.0   | .667    | .000   | .500 | 2.0    | .8  | 0      | 0    | 1.3  |
| 2013–14 | سكرامنتو كينغز       | 33  | 6   | 10.2  | .431    | .000   | .556 | 3.1    | .6  | .3     | .2   | 1.8  |
| المسيرة |                      | 318 | 87  | 12.1  | .509    | .000   | .562 | 3.7    | .7  | .3     | .3   | 3.4  |

### التصفيات
| السنة   | الفريق               | لعب | بدأ | دقيقة | ميداني% | ثلاثية | حرة  | ارتداد | صنع | استلاب | تصدي | نقطة |
| ------- | -------------------- | --- | --- | ----- | ------- | ------ | ---- | ------ | --- | ------ | ---- | ---- |
| 2009    | شيكاغو بولز          | 2   | 0   | 4.5   | .000    | .000   | .000 | .5     | .0  | .0     | .0   | .0   |
| 2011    | نيو أورلينز بيليكانز | 6   | 0   | 14.5  | .692    | .000   | .375 | 3.5    | .3  | .3     | .3   | 3.5  |
| المسيرة |                      | 8   | 0   | 12.0  | .600    | .000   | .375 | 2.8    | .3  | .3     | .3   | 2.6  |

## روابط خارجية
- آرون غراي على موقع إن بي أي (الإنجليزية)
- آرون غراي على موقع سبورتس رفرنس (الإنجليزية)
- آرون غراي على موقع كرة السلة الأوروبية.كوم (الإنجليزية)
- آرون غراي على موقع DraftExpress.com (الإنجليزية)
- آرون غراي على موقع إي إس بي إن.كوم (الإنجليزية)
- آرون غراي على موقع كلية كرة السلة في سبورتس رفرنس.كوم (الإنجليزية)
- آرون غراي على موقع ريلجم (الإنجليزية)
- آرون غراي على موقع بروبوليرز (الإنجليزية)
- آرون غراي على موقع سبورتس رفرنس (الإنجليزية)